# Point (signe)
Pour les articles homonymes, voir point.
Cet article traite du point et de ses utilisations en tant que signe typographique.

## Signe typographique
Le point (du latin punctum, d’où ponctuation) est un signe de ponctuation qui sert à marquer la fin d’une phrase. Le point, sauf utilisation abréviative, doit être suivi d’une majuscule.
Le point a donné naissance à d’autres ponctuations : point-virgule, point d'interrogation, point d'exclamation, points de suspension et deux-points.
Le point est toujours suivi d’une espace et directement collé au mot le précédant. Exemple : « J’irai à la plage. Je pense y aller vers 18 heures. »

## Point d'abréviation
Le point peut également constituer un signe d’abréviation. Généralement, on place un point après une abréviation si le terme abrégé ne finit pas par sa dernière lettre : 
- et cetera → etc. (latin pour « et tous les autres »)
- Son Altesse Sérénissime → S. A. S.
- Monsieur → M.

Mais (entre autres) :
- Monseigneur → Mgr
- Madame → Mme ; Mesdames → Mmes
- Maître → Me ; Maîtres → Mes

Les pluriels :
- MM. : Messieurs
- LL. AA. SS. : Leurs Altesses Sérénissimes

Le point n’est toutefois pas utilisé dans tous les cas d’abréviation :
- les unités de mesure ne prennent jamais de point d’abréviation : m (mètre), °C (degré Celsius), etc., selon la résolution 7 de la 9e Conférence générale des poids et mesures de 1948[1] ;
- un sigle épelé s’écrit en lettres capitales sans point (il ne s’agit pas d’une règle grammaticale, mais d’une convention de typographie) :
  - SNCF,
  - RATP,
  - URSS ;
- de même, un sigle prononcé par acronyme — ou sigle lexicalisé — s’écrit en minuscules (à l’exception, s’il s’agit d’un organisme, de la première lettre (majuscule initiale), qui est écrite en capitale, comme pour les noms propres) et n’a pas de point (il ne s’agit pas d’une règle grammaticale, mais d’une convention de typographie) :
  - Otan,
  - Assedic,
  - laser.

Un point abréviatif « absorbe » le point final : « Des pommes, des poires, des scoubidous, etc. », et non « Des pommes, des poires, des scoubidous, etc.. ».
Si le terme remplacé par une abréviation se terminant par un point est normalement suivi par une espace, cette espace doit être conservée. « S. A. S. » est correct, « S.A.S. » est fautif ; « S.A.S » est plus fautif encore (emploi du point d’abréviation à la façon du trait d’union).
Le point est parfois utilisé par les tenants de l’écriture inclusive pour abréger les formes féminine et masculine d’un même terme, par exemple « artisan.e ». Cet usage — recommandé en 2015 par le guide pratique du HCEfh Pour une communication publique sans stéréotype de genre et mis en pratique par les éditions Hatier à la rentrée 2017 dans le manuel scolaire pour classe de CE2 Questionner le monde — est très controversé car fautif (emploi du point bas au lieu d’un point médian inclusif ou d’un trait d’union).

## En mathématiques et dans l’écriture des nombres
Dans l’écriture des nombres, le point peut servir de séparateur décimal : selon la résolution 7 de la 9e Conférence générale des poids et mesures (CGPM), le point (dit « point britannique ») comme la virgule, peuvent être utilisés comme séparateur décimal, selon l’usage local.
En France, avant 1948, on utilisait le point comme séparateur de milliers au sein d’un nombre ; cet usage a été invalidé par les CGPM, il faut utiliser depuis une espace insécable. Par exemple, avant 1948, « un-million-trois-cent-mille-vingt-deux » pouvait s’écrire en français « 1.300.022 » ; depuis 1948, il doit s’écrire « 1 300 022 ».
En Belgique, la norme dactylographique a adopté l’espace insécable comme séparateur des milliers mais dans la pratique l’usage du point comme séparateur des milliers et la virgule comme séparateur décimal est courant.
Le point peut aussi être utilisé comme opérateur de multiplication, en alternative à la croix « × ». C’est en particulier le cas pour les puissances décimales, comme « 300 » qui s’écrit par exemple « 3.10² » ou « 3.102 » (trois fois dix puissance deux). Dans les ouvrages utilisant le point décimal britannique, l’opérateur de multiplication est un point situé au milieu de la ligne, ou point médian « · » ; cette précaution est inutile dans les pays utilisant la virgule comme séparateur décimal.
Le point peut aussi désigner le produit scalaire.
Lorsqu’une formule mathématique termine une phrase, elle est suivie d’un point qui n’a alors aucune signification mathématique.
Le point peut aussi s’employer pour visualiser une action de groupes.

## Le point informatique
En langage C, le point sert à accéder à un champ d’une structure. Dans plusieurs langages dérivés du C, le point sert de concaténation, ce qui veut dire qu’il permet de lier, dans une même variable, un ensemble à un autre.
Par exemple, en PHP « $texte = ’Bonjour ’.’le monde’; » rend la variable $texte égale à ’Bonjour le monde’.
En smalltalk le point est utilisé comme séparateur.

### Écriture en informatique
Sur les claviers QWERTY, le point est un caractère d’accès immédiat. Sur les claviers AZERTY, il faut employer la touche majuscule ou la touche de verrouillage des majuscules avant d’appuyer sur la touche « point-virgule ». Il est cependant plus accessible sur les claviers disposant d’un pavé numérique, car la touche de séparation des décimales y étant présente est le point.

## Le point diplomatique ./.
La diplomatie française utilise le point diplomatique « ./. » pour marquer la fin d’un texte (note, dépêche, télégramme, lettre officielle). Le point diplomatique s’écrit avec un point suivi d’une barre oblique suivie d’un autre point,,.

## Unicode
| nom d'usage                                | glyphe | point de code Unicode | nom Unicode français                   | nom Unicode anglais          | entité HTML | bloc Unicode                      |
| ------------------------------------------ | ------ | --------------------- | -------------------------------------- | ---------------------------- | ----------- | --------------------------------- |
| point                                      | Oo.Oo  | U+002E                | point                                  | full stop                    | &#x2E;      | Commandes C0 et latin de base     |
| deux-points                                | Oo:Oo  | U+003A                | deux-points                            | colon                        | &#x3A;      | Commandes C0 et latin de base     |
| point-virgule                              | Oo;Oo  | U+003B                | point-virgule                          | semicolon                    | &#x3B;      | Commandes C0 et latin de base     |
| point d'exclamation                        | Oo!Oo  | U+0021                | point d'exclamation                    | exclamation mark             | &#x21;      | Commandes C0 et latin de base     |
| point d'interrogation                      | Oo?Oo  | U+003F                | point d'interrogation                  | question mark                | &#x3F;      | Commandes C0 et latin de base     |
| points de suspension                       | Oo…Oo  | U+2026                | points de suspension                   | horizontal ellipsis          | &hellip;    | Ponctuation générale              |
| point médian                               | Oo·Oo  | U+00B7                | point médian                           | middle dot                   | &middot;    | Commandes C1 et latin étendu      |
| point suscrit                              | Oo˙Oo  | U+02D9                | point en chef                          | dot above                    | &#x02D9;    | Lettres modificatives avec chasse |
| diacritique point suscrit ou point en chef | Oo◌̇Oo  | U+0307                | diacritique point en chef              | combining dot above          | &#x0307;    | Diacritiques                      |
| tréma                                      | Oo◌̈Oo  | U+0308                | diacritique tréma                      | combining diaeresis          | &#x0308;    | Diacritiques                      |
| diacritique trois point suscrit            | Oo◌᪴Oo  | U+1AB4                | diacritique trois point suscrit        | suscrit combining triple dot | &#x1AB4;    | Diacritiques (2)                  |
| diacritique point souscrit                 | Oo◌̣Oo  | U+0323                | diacritique point souscrit             | combining dot below          | &#x0323;    | Diacritiques                      |
| puce                                       | Oo•Oo  | U+2022                | puce                                   | bullet                       | &bull;      | Ponctuation générale              |
| point arménien                             | Oo։Oo  | U+0589                | point arménien                         | armenian full stop           | &#x589;     | Arménien                          |
| point arabe                                | Oo۔Oo  | U+06D4                | point arabe                            | arabic full stop             | &#x6d4;     | Arabe                             |
| point idéographique                        | Oo。Oo | U+3002                | point idéographique                    | ideographic full stop        | &#x3002;    | Symboles et ponctuation CJC       |
| point d'orgue                              | Oo𝄐Oo  | U+1D110               | symbole musical point d'orgue          | musical symbol fermata       | &#x1D110;   | Symboles musicaux occidentaux     |
| point d'orgue souscrit                     | Oo𝄑Oo  | U+1D111               | symbole musical point d'orgue souscrit | musical symbol fermata below | &#x1D111;   | Symboles musicaux occidentaux     |
| diacritique point d'orgue                  | Oo◌͒Oo  | U+0352                | diacritique point souscrit             | combining fermata            | &#x0352;    | Diacritiques                      |

- Légende : Les caractères neutres Oo  Oo : illustrent un contexte, le rectangle coloré indique la chasse et le corps de ces caractères ; Le caractère à représenter est affiché sur un autre fond coloré, p. ex. : C ;  Un diacritique est composé avec le caractère « ◌ », l'affichage est représenté avec le corps, et la chasse de ce caractère « ◌ », des exemples sont ◌̰, ◌̃, ou ◌͠◌.

Note : selon la cohérence propre de la police d'affichage, la position des diacritiques peut être altérée.
Note : selon la cohérence propre de la police d'affichage, la chasse de certains caractères peut être altérée.